# Jimmy Fun Music
Jimmy Fun Music är ett musikförlag som grundades 1986 av Per Gessle. Ben Marlene från avsomnade popgruppen Trance Dance är VD. Ett syfte med förlaget är att hitta och hjälpa nya talanger.